# Visconde de Silva Anacoreta
Visconde de Silva Anacoreta é um título nobiliárquico criado por D. Carlos I de Portugal, por Decreto de 15 de Fevereiro de 1906, em favor de José Manuel da Silva Anacoreta.
Titulares
1. José Manuel da Silva Anacoreta, 1.º Visconde de Silva Anacoreta.